# Фінал кубка Італії з футболу 1939
Фінал Кубка Італії з футболу 1939 — фінальний матч розіграшу Кубка Італії сезону 1938—1939, в якому зустрічались «Амброзіана-Інтер» та «Новара». Матч відбувся 18 травня 1939 року на «Стадіо Націонале ПНФ» в Римі.

## Шлях до фіналу
| Амброзіана-Інтер | Амброзіана-Інтер            | Раунд                            | Новара       | Новара                      |
| ---------------- | --------------------------- | -------------------------------- | ------------ | --------------------------- |
| Суперник         | Результат                   | Кубок Італії з футболу 1938—1939 | Суперник     | Результат                   |
| Наполі           | 1–1 дч на виїзді, 1–0 вдома | 1/16 фіналу                      | Про Верчеллі | 1–1 дч на виїзді, 2–0 вдома |
| Ліворно          | 1–0 дч на виїзді            | 1/8 фіналу                       | Сімац Пополі | 1–0 на виїзді               |
| Рома             | 3–0 вдома                   | 1/4 фіналу                       | Модена       | 3–0 вдома                   |
| Дженоа 1893      | 3–1 дч на виїзді            | 1/2 фіналу                       | Мілан        | 3–2 вдома                   |

## Фінал
| 18 травня 1939 |

| Амброзіана-Інтер       | 2:1 | Новара     |
| ---------------------- | --- | ---------- |
| Ферраріс 8' Фроссі 26' |     | Романо 59' |

| «Стадіо Націонале ПНФ», Рим Арбітр: Дженерозо Даттіло |

|                |  |                   |  |
|                |  |                   |  |
| В              |  | Орландо Саїн      |  |
| З              |  | Кармело Буонокоре |  |
| З              |  | Дуїліо Сетті      |  |
| ПЗ             |  | Уго Локателлі     |  |
| ПЗ             |  | Ренато Ольмі      |  |
| ПЗ             |  | Аттіліо Демарія   |  |
| ПЗ             |  | Умберто Гварньєрі |  |
| ПЗ             |  | Альдо Кампателлі  |  |
| Н              |  | П'єтро Ферраріс   |  |
| Н              |  | Джузеппе Меацца   |  |
| Н              |  | Аннібале Фроссі   |  |
| Тренер:        |  |                   |  |
| Тоні Карньєллі |  |                   |  |

|               |  |                       |  |
|               |  |                       |  |
| В             |  | Анджело Каїмо         |  |
| З             |  | Вірджиніо Бонаті      |  |
| З             |  | Едоардо Галімберті    |  |
| З             |  | Карло Ріготті         |  |
| ПЗ            |  | Едмондо Морнезе       |  |
| ПЗ            |  | Анджело Галлі         |  |
| ПЗ            |  | Марко Борріні         |  |
| ПЗ            |  | Ремо Версальді        |  |
| Н             |  | Вітторіо Барберіс     |  |
| Н             |  | Альфредо Маркіоннескі |  |
| Н             |  | Марко Романо          |  |
| Тренер:       |  |                       |  |
| Карло Ріготті |  |                       |  |